# Mary Ann Radcliffe
Mary Ann Radcliffe (* 1746 in Schottland; † 1818 in Lochend Close, Canongate, Edinburgh) war eine britische Schriftstellerin.

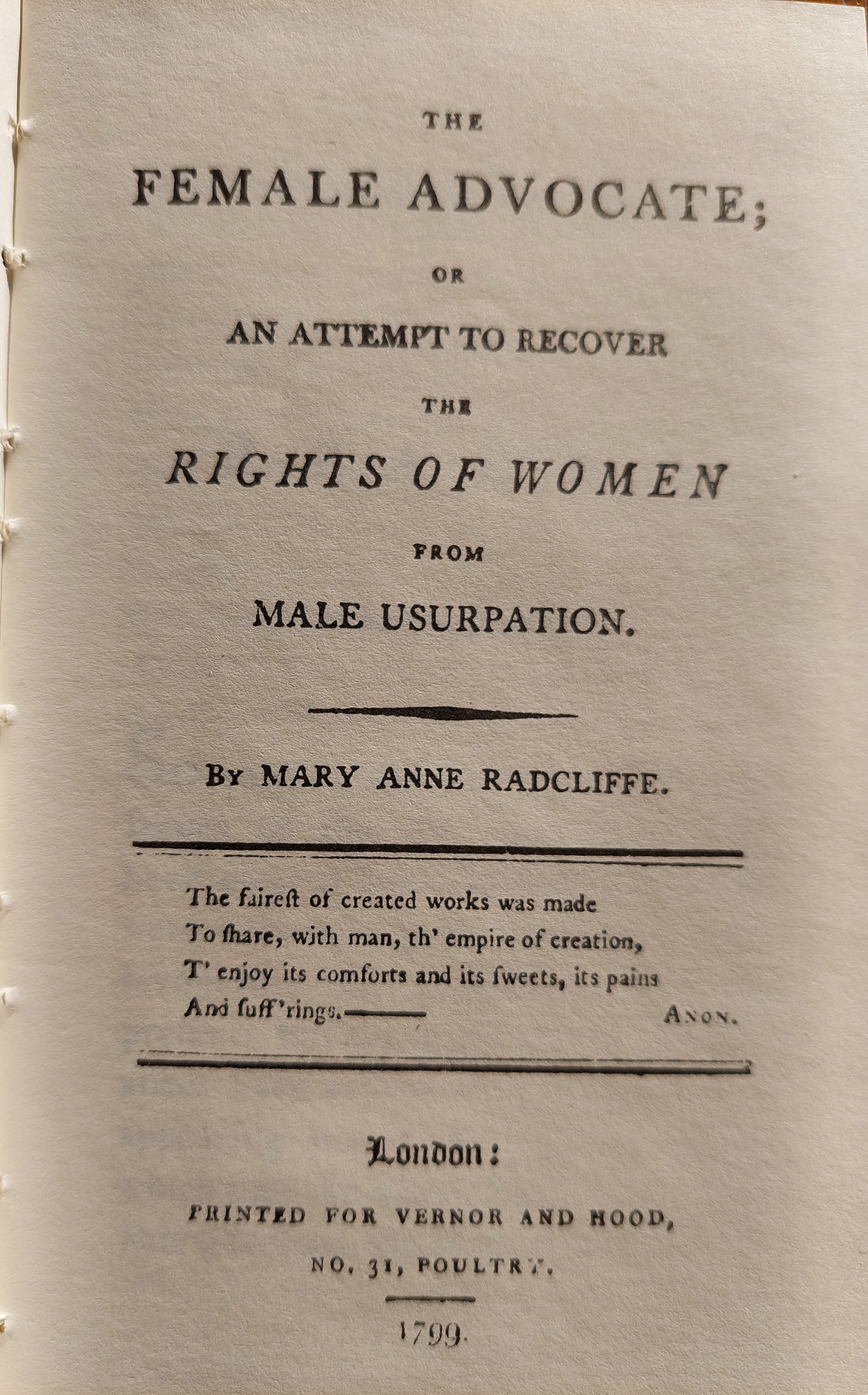
The female advocate (1799)

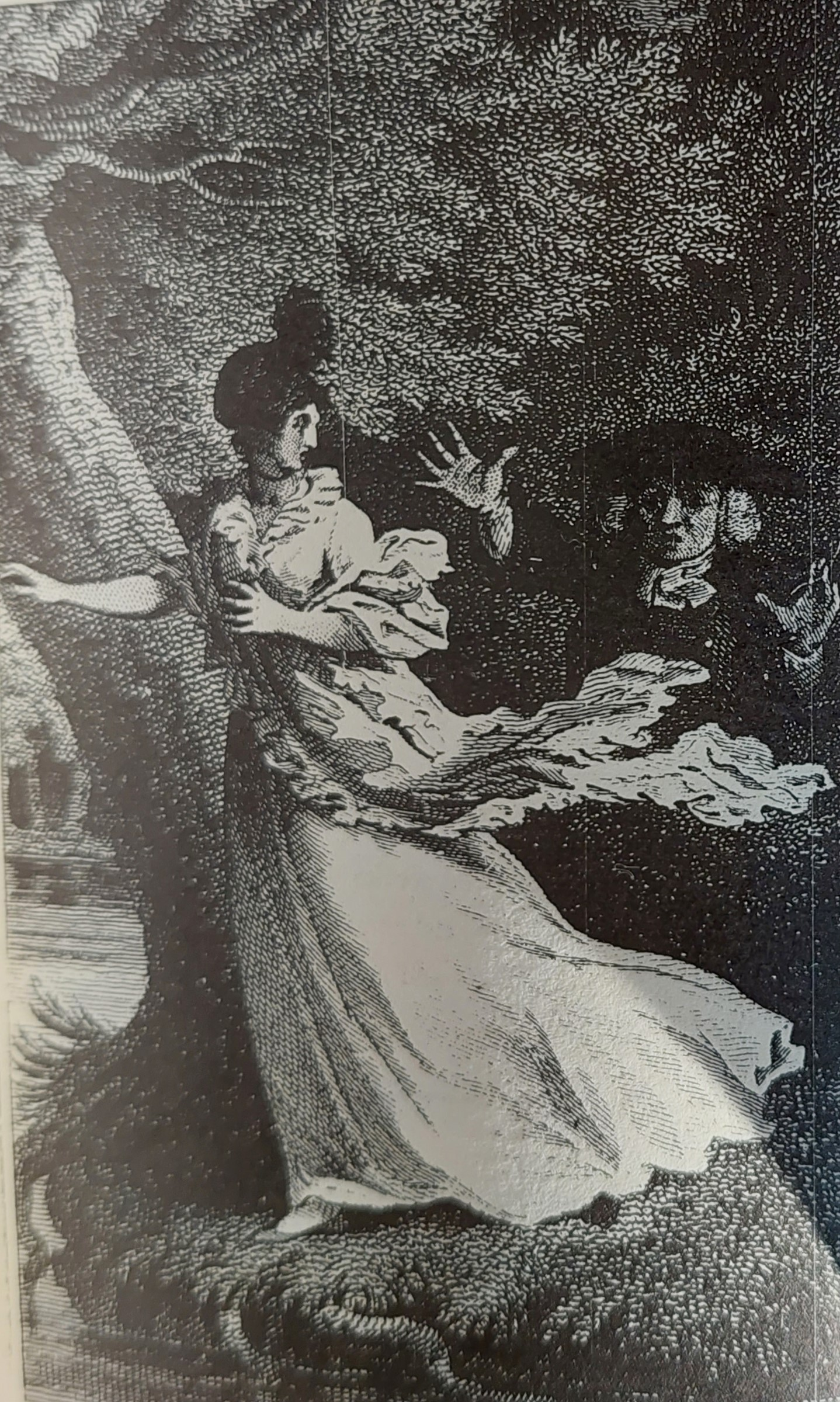
Frontispiz (1799)

## Leben
Mary Clayton wurde am 18. Juni 1746 in der St Nicholas Church in Nottingham getauft. Ihr Vater James Clayton war ein anglikanischer Kaufmann und zum Zeitpunkt ihrer Geburt bereits über siebzig Jahre alt. Ihre Mutter Sarah Blatherwick war etwa 30 Jahre alt und katholisch. Ihr Vater starb, als sie zwei Jahre alt war, Mary Clayton erbte damit ein größeres Vermögen. Obwohl ihre Mutter katholisch war, wurde Clayton im Sinne ihres Vaters im anglikanischen Glauben erzogen. Später besuchte sie das Bar Convent in York. Als sie 14 Jahre alt war, lernte sie den 35-jährigen, katholischen Joseph Radcliffe kennen, der sie umwarb. Bei einem Besuch in London flüchtete sie und heiratete ihn. Ihr erstes von acht Kindern kam im folgenden Jahr 1761 zur Welt. Zu diesem Zeitpunkt war sie 15 Jahre alt. Die letzten beiden Kinder starben jung.
Da Mary Radcliffes Vermögen zunächst gesetzlich zurückgehalten wurde und später durch die geschäftlichen Unternehmungen ihres Mannes, der zudem eine Vorliebe für den Alkohol hatte, in London und anderswo wirtschaftlich scheiterte, aufgebraucht wurde, eröffnete sie ein Kaffeehaus, nahm Untermieter auf und beaufsichtigte eine schwangere unverheiratete junge Dame. Von ihrem Mann trennte sie sich und kümmerte sich alleine um die Kinder. Sie nahm Arbeit als Gouvernante in London auf. Auch arbeitete sie als Gesellschafterin und Haushälterin, alles Arbeiten, die gesellschaftlich anerkannt waren, jedoch nicht gut bezahlt. Von 1781 bis 1783 arbeitete sie für Mary Stewart, Gräfin von Traquair, eine alte Schulfreundin. In ihrem Haus lernte sie auch den liberalen katholischen Theologen und Bibelübersetzer Alexander Geddes kennen. Später eröffnete sie ein Schuhgeschäft und eine Schule. Mit 40 Jahren wandte sie sich dem Schreiben zu und veröffentlichte 1790 als „Mrs. Radcliffe“ sowohl Radzivil als auch The Fate of Velina de Guidova.
Es gibt kaum Informationen über Radcliffes Leben nach der Veröffentlichung ihrer Memoiren im Jahr 1810, obwohl bekannt ist, dass sie in Edinburgh lebte, verarmt war und finanziell von Freunden unterstützt wurde. Kurz vor dem 6. August 1818 starb Mary Ann Radcliffe in Lochend Close, Canongate, Edinburgh. Als Todesursache wird „Verfall“ genannt. Da bekannt ist, dass ihr Sohn Joseph später in East Lochend's Close lebte, könnte es sein, dass sie in seinem Haus starb.

## Werk
Ihr bekanntestes Werk The Female Advocate, or, An Attempt to Recover the Rights of Women from Male Usurpation von 1799 diskutiert den schrumpfenden weiblichen Arbeitsmarkt und die Schlinge der Prostitution. Mit gefühlvollen, aber bodenständigen Worten spiegelt sie ihre harten Erfahrungen. Mit ihrem schmerzhaften Wissen aus erster Hand über die prekäre Existenz von Frauen, die nur zur Ehefrau erzogen worden waren und plötzlich gezwungen wurden, ihren eigenen Lebensunterhalt zu verdienen, setzte sie sich für breitere Beschäftigungsmöglichkeiten für Frauen ein und zitierte die Argumente sowohl von Mary Wollstonecraft als auch von Hester Chapone. Zum Teil ging das Buch in The Memoirs of Mrs. Mary Ann Radcliffe in Familiar Letters to her Female Friend von 1810 auf, in dem sie, zweifellos aus eigener Erfahrung, auch über die Gefahren übereilter Ehen schrieb.
Weitere Werke sind The Fate of Velina de Guidova von 1790, Radzivil von 1790, „Manfroné, or, The One-Handed Monk“ von 1809, veröffentlicht unter ihrem vollen Namen, das von ihrem Verleger wegen seiner freimütigen Darstellung von Gewalt und neurotischer Sexualität zunächst abgelehnt wurde.
Auch wenn es viele Zuschreibungen belletristischer Werke zu Mary Ann Radcliffe gibt, die nicht immer schlüssig sind, so bleibt Radcliffe doch eine ungewöhnliche Schriftstellerin.

### Zuschreibungen
Für Schriftstellerinnen im 18. und 19. Jahrhundert war es üblich, Werke unter der Verwendung des Anredetitels „Mrs.“ und des Ehenamens zu veröffentlichen. Dies und auch die Anlehnung an Schauerliteratur führten zu Verwechselungen zwischen ihr und Ann Radcliffe, einer populären Autorin von Gothic-Romanen.
In ihren Memoiren von 1810 erwähnt sie am Rande auch das Schreiben von Belletristik, jedoch erwähnt sie darin keinen der Romane, die ihr zugeschrieben werden. Zunächst versuchte sie anonym zu bleiben, doch ihr Verleger setzte ihren Namen auf ihre Streitschrift „The Female Advocate“ von 1799. Er wollte damit den Verkauf steigern, da der Name Radcliffe zu jener Zeit unter den Romanlesern hoch im Kurs stand. Diese Verkaufsstrategie und der Ruhm sind vermutlich auch für die Zuschreibungen und Halbzuschreibungen an Mary Ann Radcliffe verantwortlich. Erstmals erfolgten sie 1802, obwohl sich einige auf 1790 beziehen.
Das Radcliffe's New Novelist's Pocket Magazine veröffentlichte 1802 seine zwei Nummern als ihr Werk, mit ihrer korrekten Anschrift. In der zweiten Nummer wird ihr das Chapbook The Secret Oath von 1802 zugeschrieben. In der Minerva Press wird im selben Jahr „Mrs. Radcliffe“ als Autorin des Briefromans The Fate of Velina de Guidova von 1790 genannt. In einem anderen Katalog wird „Mrs. Ann Radcliffe“ im Jahr 1814 als Autorin von Radzivil, a Romance, „translated from the Russian of the celebrated M. Wocklow“ von 1790 genannt. In dem Text wird von einem Autor, Übersetzer, einem „jungen Gentleman“ und Herausgeber-Rezensent als ausschließlich männlich gesprochen. 1809 veröffentlichte J. F. Hughes „Manfroné, or, The One-Handed Monk“ als von „Mary Ann Radcliffe“ geschaffen und wechselte die Autorenschaft von „The Mysterious Baron“ von 1808 von Eliza Ratcliffe auf sie. Manfroné, nachgedruckt 1819, 1825, 1839, [1878] und 1971 wird ihr zugeschrieben, aber auch Ann Radcliffe, wie in einem Brief an den Royal Literary Fund von Louisa Theresa Bellenden Ker behauptet. Ein extrem blutiger, hochtrabender Gothic-Roman, der nichts mit Velina oder Radzivil zu tun hat, und keiner dieser Romane ähnelt Mary Ann Radcliffes bekannten Werken.

## Nachleben
Judy Chicago widmete Mary Ann Radcliffe eine Inschrift auf den dreieckigen Bodenfliesen des Heritage Floor ihrer 1974 bis 1979 entstandenen Installation The Dinner Party. Die mit dem Namen Mary Radcliffe beschrifteten Porzellanfliesen sind dem Platz mit dem Gedeck für Mary Wollstonecraft zugeordnet.